# I Simpson - Fusione imminente
I Simpson - Fusione imminente (The Simpsons: Minutes to Meltdown) è un videogioco per telefoni cellulari del 2007 sviluppato da Electronic Arts Inc. e G5 Mobile e sponsorizzato dalla Twentieth Century Fox Film Corporation.

## Modalità di gioco
La storia è tratta dal film I Simpson - Il film. Il giocatore impersona Homer Simpson, il quale ha sentito al telegiornale che un maiale (il suo Spider Pork) ha distrutto la città di Springfield e che una fusione nucleare imminente avverrà fra 30 minuti. Il gioco è articolato in tre livelli:
- Casa Simpson
- Springfield
- Centrale Nucleare

In "Casa Simpson", Homer dovrà recuperare la macchina per scappare da casa sua, la quale sta per essere invasa dalla folla inferocita. Le chiavi sono però state rubate da Maggie Simpson, che non gli darà se non lui non le porterà dalla sua cameretta il suo ciuccio. Il ciuccio è però stato rubato da Spider Pork, che scappa in garage. Homer lo recupera spegnendo la luce (aveva letto su una rivista che i maiali stanno fermi al buio). Così, riporta a sua figlia il ciuccio, evitando i poliziotti che girano per la casa: Eddie, Lou e Clancy Winchester. Dopo i dovuti scambi di oggetti, Homer fugge. In "Casa Simpson" compaiono anche Bart Simpson, Lisa Simpson, Marge Bouvier Simpson, Abe Simpson, Piccolo Aiutante di Babbo Natale e Palla di Neve II.
In "Springfield", Homer deve attraversare la sua città, evitando poliziotti, macchine e folla inferocita. Per poter passare, Homer dovrà procurare a Barney Gumble una tazza di caffè, recuperandola da Apu Nahasapeemapetilon. Compare anche Krusty il Clown.
In "Centrale Nucleare", Homer dovrà evitare la fusione imminente sabotando il reattore. I nemici di questo livello sono gli operai della fabbrica e i cloni di Homer. Compaiono anche Montgomery Burns, Waylon Smithers e il Professor Frink, a cui bisognerà sottrarre la carta magnetica identificativa per poter bloccare l'intera centrale.

### Oggetti
- Ciambelle: aiutano a ristabilizzare un po' la salute.
- Buzz Cola: ristabilizza completamente la salute.